# 索里托斯區
3°40′50″S 80°40′47″W / 3.6805°S 80.6797°W
索里托斯區（西班牙語：Distrito de Zorritos），是秘魯的一個區，位於該國西北部通貝斯大區的康特拉爾米蘭特比利亞爾省，始建於1942年11月25日，面積644.5平方公里，海拔高度6米，2005年人口13,450，人口密度每平方公里21人。